# Crisscross Crags
Crisscross Crags är en kulle i Antarktis. Den ligger i Västantarktis. Argentina, Chile och Storbritannien gör anspråk på området. Toppen på Crisscross Crags är 650 meter över havet, eller 479 meter över den omgivande terrängen. Bredden vid basen är 8,7 km.
Terrängen runt Crisscross Crags är huvudsakligen kuperad, men österut är den platt. Havet är nära Crisscross Crags åt sydväst. Trakten är obefolkad. Det finns inga samhällen i närheten.